# Zoltán Erika
Zoltán Erika (Budapest, 1962. február 15. –) magyar énekesnő, táncos, producer, szövegíró.

## Élete
Már 4 éves korában (1966) eldöntötte, hogy énekesnő akar lenni, és ettől semmi nem tántoríthatta el. Zongorázni tanult, és dzsesszbalett órákra járt. A Leövey Klára Gimnáziumban érettségizett le. Az érettségi után éjszakai bárokban énekelt és táncolt. 1984-ben a Balatonnál találkozott Pásztor Lászlóval a Neoton Família együttes tagjával, aki elindította a zenei pályán. 1986-ban részt vett a siófoki Interpop Fesztiválon, ahol közönségdíjat nyert a Szerelemre születtem című számával, ami meghozta számára a várva várt sikert. A következő évben megjelent első nagylemeze a Szerelemre születtem. A sokat támadott, de népszerű énekesnő több mint 1 500 000 eladott hanghordozóval büszkélkedhet. 1994-ben felvette az Erika C. művésznevet a Blue Pearl című lemezéhez, amit Londonban készítettek, és amivel Európában is hírnevet szerzett. Két évvel később producerként saját kiadót alapított Joker Space néven. A B. Boys, a Tik-Tak, az Emergency House és a Grooveland popegyüttesek köszönhetik neki hírnevüket.

## Magánélet
Zoltán Erika első férje Joós István volt. 1990-ben találkozott a budapesti Citadella bárban Kátai Róberttel, azaz Robby D.-vel, aki táncosként dolgozott a szórakozóhelyen. Néhány hónapos ismeretség után Erika bevallotta akkori férjének, hogy szerelmes lett Kátaiba, és elköltözött. 7 év után, 1997 januárjában ment hozzá feleségül. 1997. december 20-án megszületett kislányuk, Kátai Zoé Roberta.

## Diszkográfia
- 1987 – Szerelemre születtem (Nagylemez)
- 1988 – Túl szexi? (Nagylemez)
- 1989 – Csak neked! (Videófelvétel a koncertről)
- 1989 – Csak neked! (Nagylemez)
- 1990 – Ki nevet a végén? (Nagylemez)
- 1991 – Popp-Hoppp! (Maxi kislemez)
- 1992 – Mindent a szemnek (Nagylemez)
- 1993 – Blue Pearl (Kislemez)
- 1993 – Erica C. (Maxi kislemez)
- 1994 – Blue Pearl (Nagylemez)
- 1995 – Egy szó, egy érzés (Maxi kislemez)
- 1995 – Szerelemre születtem (Maxi kislemez)
- 1995 – Boldog karácsonyt! (Duettalbum Kikivel)
- 1996 – Végre megtaláltam 5! (feat. Robby D.) (Nagylemez)
- 1996 – Végre megtaláltam 5! (feat. Robby D.) (Maxi kislemez)
- 1996 – Tiszta őrület (Maxi kislemez)
- 1997 – Mr. Hóember (Nagylemez)
- 1997 – Mr. Hóember (Maxi kislemez)
- 1997 – Baby Love (Maxi kislemez)
- 1998 – Best of Zoltán Erika (Válogatásalbum)
- 1998 – Best of (Kislemez)
- 1998 – Indul a táncos cirkusz (feat. Robby D., B. Boys, Tik-Tak, Emergency House, Grooveland) (Maxi kislemez)
- 1998 – Zoltán Erika bemutatja: E.C. Dance Stars (feat. Robby D., B. Boys, Tik-Tak, Emergency House, Grooveland) (Válogatásalbum)
- 1999 – Best of Zoltán Erika – Koncert show (Koncertalbum)
- 1999 – Best of Zoltán Erika – Koncert show (Videófelvétel a koncertről)
- 1999 – A szívem a főnyeremény! (Nagylemez)
- 1999 – Mix '99 (Maxi kislemez)
- 1999 – Túl szexi? (Maxi kislemez)
- 1999 – Veled oly szép (Maxi kislemez)
- 2000 – Hova menjek? (Maxi kislemez)
- 2000 – Rólad álmodom (Maxi kislemez)
- 2000 – Zoltán Erika bemutatja: E.C. Dance Stars – Video Collection (feat. Robby D., B. Boys, Tik-Tak, Emergency House, Grooveland) (Videóklip-gyűjtemény)
- 2001 – Koncert Live! (Videófelvétel a koncertről)
- 2001 – Mix collection 1996-2001 (Válogatásalbum)
- 2003 – Parkett angyalai (Nagylemez)
- 2006 – Zoltán Erika (Platina sorozat) (Válogatásalbum)
- 2008 – Retrodisco best of+ (Nagylemez)
- 2009 – Régi és Új (feat. Josh és Jutta) (Maxi kislemez)
- 2011 – Mehet tovább a show (Nagylemez)
- 2011 – Soha ne mondd azt nekem, viszlát... (Maxi kislemez)
- 2013 – Változás (Nagylemez)
- 2014 – Szívünkből szólt (Nagylemez)
- 2017 – Hangunk célba ért (Nagylemez)
- 2018 – Szerelemre Születtem Acoustic (Nagylemez)
- 2019 – Köszönöm (Nagylemez)
- 2019 – Casanova (feat. Lofti Begi, Dér Heni, Curtis) (Kislemez)
- 2022 – 60. (Válogatásalbum)

## Díjai
- Az év énekesnője (1987, 1988, 1989, 1990, 1992, 1996, 1999, 2000)
- Év videóklipje:
  - 1989 – Túl szexi lány
  - 1991 – Pop-Hopp
  - 1994 – It’s All Right
  - 1995 – Mindent szabad!
- Az év legerotikusabb énekesnője (1989)
- EMeRTon-díj (1994, 1995)

## Tánciskola
Általános iskolás korában balettezni tanult Budapest XVIII. kerületében, majd 1976-ban 14 évesen felvételt nyert Jeszenszky Mester jazz-balett iskolájába, ami abban az időben az egyetlen komoly és elismert jazz-tánc iskola volt. Szűcs Judith első országos koncert turnéjának háttértáncosa, majd három évig Karda Beáta háttértáncosa volt.
Első tánciskoláját – Zoltán Erika Tánciskolája néven – 1990-ben alakította meg, amely azóta az ország legnívósabb iskolái közé nőtte ki magát, jelenleg Erica C. Dance School néven működik.

## Színészkedés
Zoltán Erika játszott az 1980-ban készített Ballagás című filmben, valamint a Barátok közt szappanoperában.
Feltűnt a Szeszélyes évszakok kabaréjeleneteiben is. A Dr. Bubó színpadi musicalváltozatában főszerepet játszott.

## Portré
- Hogy volt?! – Zoltán Erika (2022)